# Maria Leonor Carvalhão Buescu
Maria Leonor de Lemos Viana Carvalhão Buescu (Idanha-a-Nova, Monsanto, 24 de Junho de 1932 ― Lisboa, 28 de Dezembro de 1999) foi uma investigadora e professora universitária portuguesa.

## Biografia
Frequentou o Liceu D. Filipa de Lencastre. Matriculou-se em Filologia Clássica na Faculdade de Letras da Universidade de Lisboa, em 1950, tendo concluído o curso em 1955, ano em que prestou provas de Licenciatura com a dissertação Monsanto. Etnografia e Linguagem.
Entre 1955 e 1961, exerceu a docência em diversas instituições de ensino secundário (Rainha D. Leonor, Maria Amália Vaz de Carvalho, D. João de Castro, Lycée Français Charles Lepierre e Externato Sagrado Coração de Maria).  
Ingressou, em 1961, no Estágio do professorado liceal do 1º grupo, no Liceu Normal Pedro Nunes. Ingressou na Faculdade de Letras da Universidade de Lisboa em 1971 e aí exerceu funções docentes, na categoria de Assistente. Em 1976 é colocada no Liceu Padre António Vieira como professora efectiva. Manteve-se, contudo, na Faculdade de Letras, em comissão de serviço, até 1978. Em Outubro desse ano, transita para a Faculdade de Ciências Sociais e Humanas (FCSH) da Universidade Nova de Lisboa (UNL), onde se doutora, em 1981, com a dissertação Gramática e Gramáticos Portugueses do Século XVI. Um discurso aberto (publicada em 1984, pela Imprensa Nacional,  com o título Babel ou a Ruptura do Signo. A Gramática e os Gramáticos Portugueses do Século XVI).  
Em 1983, prestou provas de Agregação, na Faculdade de Ciências Sociais e Humanas, apresentando um Programa de Literatura Portuguesa (Época Clássica) e uma lição intitulada A Peregrinação de Fernão Mendes Pinto. Espaço de múltipla comunicação, tendo sido aprovada com a máxima classificação. Em 1985, é convidada pela Universidade de Bristol como Professora Visitante. Durante esse período a Universidade de Oxford e o King’s College de Londres, aproveitando a sua estadia em Inglaterra, convidam-na como conferencista. No ano seguinte, concorre ao lugar de Professor Associado na Faculdade de Ciências Sociais e Humanas da Universidade Nova de Lisboa para, finalmente, cinco anos depois, transitar para a categoria de Professora Catedrática, nesta mesma instituição universitária. Ainda na Faculdade de Ciências Sociais e Humanas, exerceu cargos de gestão, como a coordenação e presidência da Comissão Científica do Departamento de Estudos Anglo-Portugueses ou a de Subdirectora da Faculdade, entre 1987 e 1990. 
Ainda na Faculdade de Letras (entre 1971 e 1978) regera cadeiras como a História da Cultura Clássica, História da Civilização Romana, História da Cultura Portuguesa, Tópicos da Cultura Clássica na Cultura Portuguesa, Historiografia Portuguesa do Século XVI, ou seminários como Estética Literária do Século XX, Literatura Oral ou Estética Barroca. 
Por sua vez, na FCSH assegurou também um amplo leque de unidades curriculares:  Latim, História da Cultura Clássica, História da Língua Portuguesa, Introdução aos Estudos Literários, Teoria da Literatura, Literatura Portuguesa (Clássica), tendo fundado, nesta Universidade, a disciplina de Estudos Camonianos. Regeu seminários de Mestrado entre os quais se destacam o de Análise das Fontes e Critica Literária ou o de Literaturas Clássicas e Portuguesa Comparadas.
Tornou acessíveis as traduções de Cícero por Duarte de Resende; de Longino, traduzido por Custódio José de Oliveira ou as de Virgílio por Leonel da Costa. Foi investigadora de historiografia da língua portuguesa onde editou e estudou autores como João de Barros, Fernão de Oliveira, Duarte Nunes de Leão, Pero de Magalhães de Gândavo ou o Pe. António Vieira. Fixou a Compilaçãm de todalas obras de Gil Vicente (onde publica, em apêndice, o Auto da Festa).  
Escreveu uma História da Literatura (com versões traduzidas para o inglês e francês) para a Europália e publicada na Imprensa Nacional. Em 1992 é convidada a comissariar a exposição “A Galáxia das Línguas na Época da Expansão” e a preparar a edição do seu catálogo, no âmbito das Comemorações dos Descobrimentos Portugueses. Será também a autora, desde 1965, de quase uma centena de verbetes em enciclopédias ou dicionários (Enciclopédia Luso-Brasileira de Cultura,  Biblos - Enciclopédia Verbo das Literaturas de Língua Portuguesa, Dicionário de Literatura Portuguesa, Dicionário de Eça de Queiroz e Dicionário do Romantismo Literário Português).
Participou em inúmeros congressos, colóquios ou conferências, tanto em Portugal como no estrangeiro  (Espanha, França, Inglaterra, Escócia, Itália, Brasil, Roménia, África do Sul). Foi a fundadora, com Ivette Centeno, do Gabinete de Estudos de Simbologia da Universidade Nova de Lisboa e da revista Studia Lusitanica. Foi também membro da Associação de Críticos Literários,  da Associação Portuguesa de Literatura Comparada, da John Gower Society, da Arthurian Society, da Societé d’Histoire et d’Épistemologie des Sciences du Langage de Paris. Foi admitida, por unanimidade, na Academia Portuguesa da História onde ingressou em 1998. 
Coordenou quase ininterruptamente as disciplinas da Didáctica do Português no seu departamento da FCSH.
Faleceu a 28 de  Dezembro de 1999, em Lisboa.

## Obras
Uma completa resenha bibliográfica desta Autora pode ser encontrada em Maria Leonor Machado de Sousa et alii, Em Louvor da Linguagem. Homenagem a Maria Leonor Carvalhão Buescu, Lisboa, Edições Colibri, 2003, pp. 429-448

### Estudos e Ensaios em Livro
- Monsanto. Etnografia e Linguagem, Lisboa, Publicações do Centro de Estudos Filológicos, nº 71, 1961. Reedição: Lisboa, Editorial Presença, 1984.
- Aspectos da Herança Clássica na Cultura Portuguesa, Lisboa, Instituto de Cultura e Língua Portuguesa, Biblioteca Breve, Série Literatura, 1977. Reedição: 1992.
- Gramáticos Portugueses do Século XVI, Lisboa, Instituto de Cultura e Língua Portuguesa, Biblioteca Breve, nº 18, Série Literatura, 1979.
- O Estudo das Línguas Exóticas no Século XVI, Lisboa, Instituto de Cultura e Língua Portuguesa, Biblioteca Breve, Série Pensamento e Ciência, nº 71, 1983.
- A Língua Portuguesa. Espaço de Comunicação, Lisboa, Instituto de Cultura e Língua Portuguesa, Biblioteca Breve, Série Língua Portuguesa, nº 85, 1984.
- Babel ou a Ruptura do Signo. A Gramática e os Gramáticos Portugueses do Século XVI, Lisboa, Imprensa Nacional - Casa da Moeda, 1984.
- Historiografia da Língua Portuguesa. Século XVI, Lisboa, Livraria Sá da Costa, Colecção Nova Universidade. Linguística, nº 11, 1984.
- Ensaios de Literatura Portuguesa, Lisboa, Editorial Presença, 1986.
- Literatura Portuguesa Medieval (Manual acompanhado de 8 programas audio e 16 video), Lisboa, Universidade Aberta, 1990.
- História da Literatura, Comissariado para a Europália 91, Lisboa, Imprensa Nacional-Casa da Moeda, 1991 (2a. edição 1994). Desta obra foram editadas, no mesmo ano, uma versão em francês, traduzida por Jeaninne Quintin, e outra em inglês, traduzida por Trevor O’Hara.
- A Galáxia das Línguas na Época da Expansão, Comissária Geral da exposição, organização do catálogo e estudos de Maria Leonor Carvalhão Buescu, Lisboa, Comissão Nacional para as Comemorações dos Descobrimentos Portugueses, 1992.
- Literatura Portuguesa Clássica, Lisboa, Universidade Aberta, 1992.
- Literatura Portuguesa Clássica. Textos Complementares, 2 vols., Lisboa, Universidade Aberta, 1992.

### Edições
- João de Barros, Obras pedagógicas da Língua portuguesa, Cartinha Gramática, Diálogo em Louvor da nossa Linguagem e Diálogo da Viciosa Vergonha, Edição fac-similada, Leitura, introdução e anotações por Maria Leonor Carvalhão Buescu, Lisboa, Faculdade de Letras da Universidade de Lisboa, 1971.
- Duarte Nunes de Leão, Origem da Língua Portuguesa, Introdução, selecção e texto modernizado por Maria Leonor Carvalhão Buescu, Lisboa, Clássica Editora, 1975. Reedição: 4a. edição, Lisboa, Imprensa Nacional-Casa da Moeda, 1983.
- Fernão de Oliveira, A Gramática da Linguagem Portuguesa, Introdução, leitura actualizada e notas por Maria Leonor Carvalhão Buescu, Lisboa, Imprensa Nacional-Casa da Moeda, 1975.
- Pero Magalhães de Gândavo, Regras que ensinam a maneira de escrever e a Ortografia da Língua Portuguesa, com Diálogo que adeante segue em Defensão da mesma Língua, Edição fac-similada, Introdução e estudo por Maria Leonor Carvalhão Buescu, Lisboa, Biblioteca Nacional, Ministério da Cultura e Coordenação Científica, Secretaria de Estado da Cultura, 1981
- Duarte de Resende, Tratados da Amizade, Paradoxos e Sonho de Cipião, Introdução, comentário e actualização do texto por Maria Leonor Carvalhão Buescu, Lisboa, Imprensa Nacional – Casa da Moeda, 1982
- Padre António Vieira, História do Futuro, Leitura, introdução, anotações e actualização do texto por Maria Leonor Carvalhão Buescu, Lisboa, Imprensa Nacional – Casa da Moeda, 1982. Reedição: 1992.
- Duarte Nunes de Leão, Ortografia e Origem da Língua Portuguesa, Introdução, notas e leitura de Maria Leonor Carvalhão Buescu, Lisboa, Imprensa Nacional - Casa da Moeda, 1983.
- Copilaçam de Todalas Obras de Gil Vicente, 2 vols., Introdução e normalização do texto por Maria Leonor Carvalhão Buescu, Lisboa, Imprensa Nacional - Casa da Moeda, 1984.
- Custódio José de Oliveira, Tratado do Sublime de Dionísio Longino, Introdução e actualização do texto por Maria Leonor Carvalhão Buescu, Lisboa, Imprensa Nacional - Casa da Moeda, 1984.
- Carta do Preste João das Índias. Versões Medievais Latinas, Tradução do latim e publicação bilingue de Maria Leonor Carvalhão Buescu, Prefácio e notas de Manuel João Ramos, selecção iconográfica de Manuel João Ramos e Alexandra Campos, Lisboa, Assírio & Alvim, 1998.

### Artigos e capítulos em livros
- “Os Grammatices Rudimenta de João de Barros”, Arquivos do Centro Cultural Português, Separata, Paris, Fundação Calouste Gulbenkian, IV, 1972, pp. 93-140.
- “A ‘Ortografia’ de Duarte Nunes de Lião”, Revista da Faculdade de Letras de Lisboa, IV série, nº 1, 1977, pp. 253-260.
- “A Gramaticalização das Línguas Exóticas no Quadro Cultural da Europa do Século XVI”, Revista de História Económica e Social, X, 1982, pp. 15-28.
- “Em torno do Sublime: Boileau e Custódio José de Oliveira” in Les Rapports Culturels et Littéraires entre le Portugal et la France, Actes du Colloque de Paris du 11 au 16 octobre 1982, Paris, Fondation Calouste Gulbenkian, Centre Culturel Portugais, 1983, pp. 239-250.
- “A Peregrinação de Fernão Mendes Pinto, Espaço de Múltipla Comunicação” in Cidadania e História. Homenagem a Jaime Cortesão. Cadernos da Revista de História Económica e Social, Lisboa, nos. 6-7, 1985, pp. 127-139.
- “Problemas de transcrição de textos gramaticais do século XVI” in Critique textuelle portugaise, Actes du Colloque de Paris du 20-24 Octobre 1981, Paris, Fondation Calouste Gulbenkian, Centre Culturel Portugais, 1986, pp. 199-208.
- “Em torno do Dicionário Histórico de Tupinismos: os Paradigmas de uma Estratégia” in Congresso sobre a Situação Actual da Língua Portuguesa no Mundo, Separata, Lisboa, Instituto de Cultura e Língua Portuguesa, 1987, pp. 229-253.
- “Em torno do Dicionário Histórico de Tupinismos: os Paradigmas de uma Estratégia” in Congresso sobre a Situação Actual da Língua Portuguesa no Mundo', Separata, Lisboa, Instituto de Cultura e Língua Portuguesa, 1987, pp. 229-253.
- “A Primeira Anotação da Língua Portuguesa”, Revista da Faculdade de Ciências Sociais e Humanas, 2, 1988, pp. 59-74.
- “Le paradigme gramatical medievo-latin dans la grammaire portugaise de la Renaissance” in L’Héritage des grammariens latins de l’Antiquité aux Lumières, Actes du Colloque de Chantilly, 2-4 septembre 1987, Paris, Bibliotèque de l’Informatique Grammaticale, 1988, pp. 271-282.
- “Para que precisa perguntar às flores? Aspectos da semântica das denominações espaciais em Eça de Queirós” in Eça e Os Maias, Cem Anos depois, Actas do Iº Encontro Internacional de Queirosianos, de 22 a 25 de Novembro de 1988, Porto, Faculdade de Letras da Universidade do Porto, Edições Asa, 1988, pp. 39-46.
- “Pensamento Gramatical e Humanismo no séc. XVI” in O Humanismo português 1500-1600, Iº Simpósio Nacional de 21 a 25 de Outubro de 1985, Lisboa, Academia das Ciências de Lisboa, 1988, pp. 413-422.
- “A Cidade do cabo do Mundo: Uma Visão Quinhentista” in O Imaginário da Cidade, Colóquio sobre o Imaginário da Cidade, Outubro 1985, Lisboa, Fundação Calouste Gulbenkian, ACARTE, 1989, pp. 107-115.
- “O Real entre a Visão e a Vivência: Poesia e Pintura”, Os Estudos Literários: (entre) Ciência e Hermenêutica, Actas do I Congresso da Associação Portuguesa de Literatura Comparada, Lisboa, 1990, pp. 233-237.

“Língua Portuguesa: o Bem da Nossa Sucessão” in A Memória da Nação, org. Francisco Bettencourt e Diogo Ramada Curto, Colóquio do Gabinete de Estudos e Simbologia da Universidade Nova e Lisboa, Fundação Calouste Gulbenkian, 7-9 de Outubro de 1987, Lisboa, Livraria Sá da Costa Editora, 1991, pp. 383-390.
- “Problème linguistique et problème national dans le Portugal  du XVIe. siècle” in L’Imaginaire de la Nation (1792-1992), Actes du Colloque Européen de Bordeaux (1989), Textes recueillis et presentés par Claude-Gilbert Dubois, Bordeaux, Presses Universitaires de Bordeaux, 1991, pp. 145-153.
- “O Dicionário das Três Línguas”, O Século Cristão do Japão. Actas do Colóquio Internacional comemorativo dos 450 anos de amizade Portugal-Japão (1543-1993) realizado em Lisboa de 2 a 5 de Novembro de 1993, ed. Roberto Carneiro e Artur Teodoro de Matos, Lisboa, Universidade Católica-Universidade Nova de Lisboa, 1994, pp. 441-446.
- “Convenção e Inovação na Poética Camoniana”, Oceanos, nº 23, Julho-Setembro, 1995, pp. 104-110.
- “Eu, Cláudio, à beira mar”, Vergílio Ferreira. Cinquenta Anos de Vida Literária, Actas do Colóquio Interdisciplinar, Faculdade de Letras do Porto, 20 a 30 de Janeiro de 1993, Porto, Fundação Eng. António de Almeida, 1995, pp. 139-144.
- “João de Barros e o Erasmismo”, Revista da Faculdade de Ciências Sociais e Humanas, Lisboa, , VIII, 1995, pp. 19-26.
- “Quantas línguas sabe um homem, tantos homens é”, Revista da Biblioteca Nacional, Lisboa, 2a série, nos, 1 - 2, Janeiro – Dezembro, 1995, pp. 23-24.
- “A quem não falecer matéria não lhe falecerão vocábulos. João de Barros e a Língua Portuguesa”, Oceanos, nº 27, Julho-Setembro.
- “Aspectos da Epistolografia de Alcipe”, Em volta de Alcipe, Revista da Fundação das Casas de Fronteira e Alorna, número especial, Ano 0, número 0, Janeiro de 1996, pp. 15-18.
- “La llengua portuguesa mare i no pas madrasta (una recerca equívoca però eficaç: la Gramàtica Universal)”, Llengua i Religiò a l’Europa Moderna, Barcelona, Francesc Felin e Narcís Iglésias (ed.), Quaderns Cema, 1997, pp. 133-155.
- “O Exotismo ou a ‘Estética do Diverso’ na Literatura portuguesa” in Literatura de Viagens, Narrativa, História, Mito, Actas do Colóquio realizado na Universidade da Madeira, 11-14 de Julho de 1995, Lisboa, Edições Cosmos, 1997, pp565-578.
- “Os Lusíadas e o Exotismo Literário” in Épica, Épicas. Épica Camoniana, Lisboa, Edições Cosmos, 1997, pp. 33-44.
- “Humanismo e Literatura no Portugal Quinhentista”, Do Mundo Antigo aos Novos Mundos. Humanismo, Classicismo e Notícias dos Descobrimentos em Évora (1516-1624), Lisboa, Comissão Nacional para as Comemorações dos Descobrimentos Portugueses, 1998, pp. 27-41.
- “A Academia das Ciências de Lisboa” in Histoire des Sciences du Langage. Manuel international d’histoire des études linguistiques des origines à nos jours, Handbook of Linguistics and Communication Science, dir. Sylvain Auroux, Konrad Koerner, Hans-Josef Niederehe, Kees Verseegh, Walter de Bryter e Co., Berlin-New York, 1999.
- “Primeiras descrições gramaticais do Português” in Histoire des Sciences du Langage. Manuel international d’histoire des études linguistiques des origines à nos jours, Handbook of Linguistics and Communication Science, dir. Sylvain Auroux, Konrad Koerner, Hans-Josef Niederehe, Kees Verseegh, Walter de Bryter e Co., Berlin-New York, 1999.